# Nederlands-Indië op het wereldkampioenschap voetbal 1938
 Nederlands-Indië was een van de deelnemers aan het wereldkampioenschap voetbal 1938. Met Brazilië en Cuba waren het de enige niet-Europese deelnemers aan het WK. De Nederlandse kolonie was geplaatst voor de eindronde zonder kwalificatiewedstrijden te hoeven spelen, omdat tegenstander Japan zich terugtrok.
Omdat het moederland Nederland ook deel nam, was twee keer het Wilhelmus te horen op het evenement. Het team bestond alleen uit spelers van de Nederlandsch-Indische Voetbal Unie (NIVU) en de Nederlandse bondsvoorzitter Johannes Mastenbroek fungeerde als trainer. De inheemse bond PSSI, waarmee de NIVU samenwerkte, was niet vertegenwoordigd en onder de spelers waren er meerdere van Chinese komaf. De deelname van 1938 was de enige in de geschiedenis van Nederlands-Indië. In 1950 bij het eerstvolgende WK was de kolonie inmiddels onafhankelijk en heette het land Indonesië. Na de onafhankelijkheid heeft Indonesië zich nooit weten te kwalificeren voor een eindronde.

## Kwalificatie
Nederlands-Indië was in kwalificatiegroep 12 ingedeeld met Japan.
Toen Japan zich terugtrok besloot de FIFA dat Nederlands-Indië tegen een van de landen uit groep 11 zou moeten spelen. Door loting werd de Verenigde Staten aangewezen.
Deze wedstrijd zou op 29 mei 1938 in Rotterdam in het Feijenoord stadion worden gespeeld.
De Verenigde Staten trokken zich echter ook terug, waardoor Nederlands-Indië zich voor de eindronde plaatste zonder te spelen.

## Voorbereiding
Als voorbereiding op het wereldkampioenschap van 1938 maakte het elftal een lange bootreis naar Nederland, om daar te trainen bij HBS in Den Haag.
Er werd ook een oefenwedstrijd tegen HBS gespeeld, die eindigde in een 2-2 gelijkspel.
Verder werd er geoefend tegen Haarlem, deze wedstrijd eindigde in een 5-3 overwinning.

## Wedstrijden op het Wereldkampioenschap
Nederlands-Indië speelde maar één wedstrijd op het Wereldkampioenschap, door de 6-0 nederlaag tegen Hongarije waren zij uitgeschakeld voor de tweede ronde.
|             |           |       |                  |                             |
| 5 juni 1938 | Hongarije | 6 – 0 | Nederlands-Indië | Vélodrome Municipale, Reims |
| 5 juni 1938 |           |       |                  | Vélodrome Municipale, Reims |

## Na het WK
Na het wereldkampioenschap speelde Nederlands-Indië op 26 juni 1938 op de Olympische Dag tegen het Nederlands elftal, waarbij met 9-2 werd verloren. Deze wedstrijd wordt overigens niet als officiële interland gerekend.
Ten slotte werd twee dagen later met 2-0 verloren van de Haagse selectie.

## Selectie
De selectie van bondscoach Johannes Mastenbroek bestond uit de volgende spelers:
| Naam                | Club                  | Bijzonderheden   |
| ------------------- | --------------------- | ---------------- |
| Mo Heng Tan         | HCTNH (Malang)        |                  |
| Achmad Nawir        | HBS (Soerabaja)       |                  |
| Hong Djien Tan      | Tiong Hwa (Soerabaja) |                  |
| Frans Meeng         | SVBB (Batavia)        |                  |
| Tjaak Pattiwael     | Jong Ambon (Batavia)  |                  |
| Hans Taihuttu       | Jong Ambon (Batavia)  |                  |
| Suvarte Soedarmadji | HBS (Soerabaja)       |                  |
| Anwar Sutan         | VIOS (Batavia)        |                  |
| Henk Zomers         | Hercules (Soerabaja)  |                  |
| Frans Hukom         | Sparta (Bandoeng)     |                  |
| Jack Samuels        | Excelsior (Soerabaja) |                  |
| Leen van Beuzekom   | Hercules (Batavia)    | Speelde niet mee |
| Jan Harting         | HBS (Soerabaja)       | Speelde niet mee |
| Mo Heng Bing        | Tiong Hwa (Soerabaja) | Speelde niet mee |
| Gerrit Faulhaber    | Go Ahead (Semarang)   | Speelde niet mee |
| Rudi Telwe          | HBS (Soerabaja)       | Speelde niet mee |
| See Han Tan         | Tiong Hwa (Soerabaja) | Speelde niet mee |
| G. van den Burgh    | SVV (Semarang)        | Speelde niet mee |